# Senna El Messaoudi
Senna El Messaoudi (Bergen op Zoom, 8 juni 2002) is een Nederlands voetbalspeelster.

## Statistieken
| Seizoen | Club          | Land      | Competitie | Wedstrijden | Doelpunten |
| ------- | ------------- | --------- | ---------- | ----------- | ---------- |
| 2018/19 | SBV Excelsior | Nederland | Eredivisie | 9           | 0          |
| 2019/20 | SBV Excelsior | Nederland | Eredivisie | 3           | 0          |
| Totaal  | Totaal        | Totaal    | Totaal     | --          | --         |

Laatste update: september 2020

## Privé
El Messaoudi is de nicht van Brahim Bouhadan.